# Apalharpactes mackloti
Apalharpactes mackloti (лат.) — вид птиц семейства трогоновых. Был описан в 1835 году Саломоном Мюллером. Подвидов не выделяют.

## Описание
Размер A. mackloti — 30 см. Самец имеет жёлто-зеленую корону и сине-зелёную верхнюю часть тела. Крылья коричневые с мелкими жёлтыми полосками, хвост тёмно-синего цвета с металлическим отливом. Горло и живот жёлтые, по груди проходит серо-зелёная полоса. Клюв красный, кожа вокруг глаз синяя, ноги оранжевые. У самки жёлтые полосы на крыле отсутствуют, крыло зелёное с менее заметными светлыми полосами.

## Распространение и среда обитания
A. mackloti является эндемиком острова Суматра. Среда обитания — горные тропические леса на нижних склонах на высоте от 750 до 2200 м над уровнем моря.

## Охранный статус
A. mackloti имеет широкий ареал, поэтому риск исчезновения невелик, несмотря на то, что птица редкая. Численность не была определена количественно, но популяция считается стабильной. По этим причинам вид занесен в Красную книгу МСОП как Вызывающий наименьшие опасения.